# Juan Miguel Cuenca
Juan Miguel Cuenca Martínez (Puerto Lumbreras, 3 mei 1977) is een Spaans voormalig wielrenner.

## Carrière
In 2000 sprintte Cuenca in de eerste etappe van de Ruta del Sol naar de achtste plaats. Later dat jaar werd hij onder meer vijfde in de Circuito de Getxo. In 2001 won hij de eerste etappe in de Ronde van La Rioja, waardoor hij de eerste leider werd. De leiderstrui raakte hij een dag later kwijt aan César Solaun. Later dat jaar was hij de beste in de vijfde etappe van de Ronde van de Toekomst, waardoor hij de leiderstrui overnam van Jean-Patrick Nazon en deze twee dagen wist te behouden. In het eindklassement werd hij, op 28 seconden van winnaar Denis Mensjov, vierde.

## Overwinningen
2001
5e etappe Ronde van de Toekomst
1e etappe Ronde van La Rioja
Puntenklassement Ronde van La Rioja

## Resultaten in voornaamste wedstrijden
| Jaar | Ronde van Italië | Ronde van Frankrijk | Ronde van Spanje |
| ---- | ---------------- | ------------------- | ---------------- |
| 2000 |                  |                     |                  |
| 2001 | opgave           |                     |                  |

| Jaar | Milaan-San Remo | Luik-Bast.‑Luik |
| ---- | --------------- | --------------- |
| 2000 |                 | 45e             |
| 2001 | 146e            |                 |

## Ploegen
- 2000 –  Kelme-Costa Blanca
- 2001 –  Kelme-Costa Blanca
- 2002 –  Kelme-Costa Blanca
- 2003 –  Kelme-Costa Blanca
- 2004 –  Comunidad Valenciana-Kelme (tot 31-3)